# Jean Bourciez
Jules Pierre Jean Bourciez (* 30. März 1894 in Bordeaux; † 30. November 1969 in Toulouse) war ein französischer Romanist.

## Leben
Jean Bourciez war Absolvent der École normale supérieure. 1920 bestand er die Agrégation de grammaire, war dann Gymnasiallehrer in Toulouse und  habilitierte sich in Paris mit den beiden Thèses Recherches historiques et géographiques sur le parfait en Gascogne (Bordeaux 1927) und Le 'Sermo cotidianus' dans les satires d'Horace (Bordeaux 1927). Er war später Professor (und Dekan) an der Universität Montpellier.
Jean Bourciez war der Sohn von Édouard Bourciez.

## Werke
- (Übersetzer) Boccace, Le Décameron, Paris 1952
- (mit Edouard Bourciez) Phonétique française. Etude historique, Paris 1967, zuletzt 2006